# Freycinetia leptostachya
Freycinetia leptostachya är en enhjärtbladig växtart som beskrevs av Benjamin Clemens Masterman Stone. Freycinetia leptostachya ingår i släktet Freycinetia och familjen Pandanaceae.
Artens utbredningsområde är Moluckerna. Inga underarter finns listade.